# Łazy (powiat sierpecki)
Łazy – wieś w Polsce położona w województwie mazowieckim, w powiecie sierpeckim, w gminie Szczutowo. Ma status sołectwa.
| SIMC    | Nazwa    | Rodzaj    |
| ------- | -------- | --------- |
| 1056451 | Chlewiki | część wsi |

W latach 1975–1998 miejscowość należała administracyjnie do województwa płockiego.